# Justicia lobata
Justicia lobata är en akantusväxtart som beskrevs av Raymond Benoist. Justicia lobata ingår i släktet Justicia och familjen akantusväxter. Inga underarter finns listade i Catalogue of Life.